# Satz & Pfeffer
Satz & Pfeffer ist der Name des Schweizer Literaturlabels von Judith Stadlin und Michael van Orsouw in der Stadt Zug. Miteinander verfassen sie Texte für Bücher, Theater, Radiohörspiele und szenische Lesungen. Sie betreiben eine eigene Lesebühne, die „Satz&Pfeffer-Lesebühne“.

## Bücher
Gemeinsame Bücher von Judith Stadlin und Michael van Orsouw:
- Adelheid. Frau ohne Grenzen. (Zusammen mit Monika Imboden.) Verlag Neue Zürcher Zeitung, Zürich 2003.
- George Page. Der Milchpionier. (Zusammen mit Monika Imboden.) Verlag Neue Zürcher Zeitung, Zürich 2005.
- Platz da. (Zusammen mit Mike van Audenhove.) Verlag Chronos, Zürich 2006.
- Die Städte-Rallye. Verlag Helden, Zürich 2006.
- VILL LACHEN – OHNEWITZ! Verlag Eichborn, Frankfurt 2010.
- Spiel mir das Lied von Zug. Kurzgeschichten. Knapp Verlag, Olten 2012.
- Rötelsterben. Gorans erster Fall. Krimi. Knapp Verlag, Olten 2015.
- Kirschtote. Gorans zweiter Fall. Krimi. Knapp Verlag, Olten 2017.
- ALLE ECHTE ORTH. Verlag Nagel+Kimche, Zürich 2018.

## Auszeichnungen
- 2005: Literaturstipendium der Kulturstiftung Landis & Gyr, Atelier in Berlin.
- 2006: 1. Platz Literaturwettbewerb „Zeitzeichen aus Gstaad“.
- 2007: 1. Jury-, 1. Publikums- und 1. Gesamtpreis beim Hildesheimer Kurzdramenwettbewerb. 1. Preis beim Kurzdramenwettbewerb von Marburg.
- 2008: 1. Preis beim Kurzgeschichtenwettbewerb der „Schreibszene Schweiz“. 4. Rang beim Lyrikwettbewerb „vinum et litterae“.
- 2009: Stipendium der Otto-Pfeifer-Stiftung.
- 2010: Werkbeitrag der Zentralschweizer Literaturförderung.
- 2017: Aufenthaltsstipendium sechs Monate Berlin.

## Die „Satz&Pfeffer-Lesebühne“
Satz & Pfeffer betreiben im Lokal „Oswalds Eleven“ in Zug die „Satz&Pfeffer-Lesebühne“. Monatlich treten dort Autoren aus dem In- und Ausland auf und veranstalten miteinander eine Vorleseshow, bei der literarische Kurzformen gelesen werden.